# Svatovítský most
Svatovítský most na rozhraní pražských Dejvic a Střešovic převádí Svatovítskou ulici přes železniční trať Praha – Rakovník. Byl pojmenován v dubnu 2013 v souvislosti s výstavbou tunelů městského okruhu v severozápadní části Prahy, ačkoliv přemostění na tomto místě vzniklo už v roce 1926. Vzhledem ke své poloze nedaleko křižovatky Prašný most je někdy nesprávně považován za Prašný most, který se však nachází jinde.
V souvislosti s výstavbou městského okruhu byla původní 16 m široká betonová stavba v letech 2009 až 2013 nahrazena novou o šířce 40 m a délce 13 m. Nový most je oproti předchozímu v upravené směrové i výškové poloze a je připraven na plánované zdvojkolejnění železniční trati.